# 維什尼夫奇克 (特諾皮爾州)
49°13′59″N 25°22′13″E / 49.23306°N 25.37028°E
維什尼夫奇克（羅馬化：Vyshnivchyk）是烏克蘭西部捷爾諾波爾州捷尔诺波尔区佐洛特尼基市鎮的村莊，處於斯特里帕河西岸，始建於1564年，面積3.22平方公里，海拔高度350米。